# Fanta
Fanta – napój gazowany o smaku owocowym produkowany przez The Coca-Cola Company.

## Historia
Jej receptura została opracowana w 1940 roku w III Rzeszy przez chemika Coca-Coli doktora Wolfganga Scheteliga, na polecenie Maxa Keitha, szefa niemieckiego oddziału Coca-Coli, gdy z powodu restrykcji związanych z II wojną światową w Niemczech zaczęło brakować głównych komponentów Coca-Coli. Początkowo składnikami Fanty były serwatka i miąższ jabłek, dopiero później receptura została zmieniona na dzisiejszą. Po wojnie amerykański oddział postanowił utrzymać produkcję Fanty i zaczął ją promować jako jeden ze swoich sztandarowych produktów.
Do Polski została wprowadzona w roku 1992.

## Opakowania
Fanta dostępna jest w opakowaniach typu PET o pojemności 0,5 l, 0,85 l, 1 l, 1,5 l, 1,75 l, 2 l oraz od 2011 roku 2,5 l, w szklanych butelkach o pojemności 0,25 l i w puszkach o pojemności 0,33 l oraz 0,2 l.